# 灰脉薹草
灰脉薹草（学名：Carex appendiculata）为莎草科薹草属下的一个种。是莎草科苔草属的植物。分布在俄罗斯、朝鲜以及中国大陆的内蒙古、黑龙江、吉林等地，生长于海拔590米的地区，一般生于湿地及沼泽。

## 变种
小囊灰脉薹草（学名：Carex appendiculata var. sacculiformis）为莎草科薹草属灰脉薹草的变种。分布于中国大陆的吉林、内蒙古等地，一般生于沼泽以及湿地。